# Beiersch Bierbrouwerij Van Waes-Boodts
De Beiersch Bierbrouwerij Van Waes-Boodts (voorheen Bierbrouwerij De Volharding) is een voormalige bierbrouwerij in Westdorpe in de provincie Zeeland.

## Geschiedenis
In 1905 werd bierbrouwerij en limonadefabriek "De Volharding" opgericht door Emile van Waes en zijn echtgenote Clothilde Boodts. Emile huurde de fabrieksgebouwen van zijn vader Camille. De brouwerij kreeg in 1932 de naam "N.V. Beiersch-Brouwerij-Expl. Mij E.A. van Waes-Boodts en Zonen" en veranderde in 1940 nogmaals van naam in "Beiersch Bierbrouwerij 'Van Waes-Boodts'". In tegenstelling tot andere brouwerijen in het dorp had de brouwerij zijn eigen waterputten. In 1952 werd een jaarproductie van 20.000 hectoliter per jaar gerealiseerd en een deel van hun bier werd buiten Zeeuws-Vlaanderen geëxporteerd. In 1930 werd de koeltoren aan de brouwerij verhoogd met 2,2 meter wat aantoont dat er gebrouwen werd volgens de Beierse manier van brouwen met behulp van stoom. In 1964 werden de brouwactiviteiten gestaakt, de koperen ketels en andere inboedel werden verkocht aan Beiersch-Bierbrouwerij De Amstel en deden de gebouwen enkele jaren dienst als opslagdepot voor Amstel. Het complex werd later gebruikt voor verschillende doeleinden en kwam in 1998 leeg te staan. In 2003 werden de vervallen bijgebouwen gesloopt om plaats te maken voor nieuwe appartementen.
De koeltoren en de voorgevel van de brouwerij bleven behouden en zijn sinds 1998 beschermd als rijksmonument wegens zijn cultuurhistorische waarde als branchevertegenwoordiger als gemoderniseerde brouwerij met zijn kenmerkende koeltoren, in Zeeland zeldzaam voorkomend.

## Fotogalerij

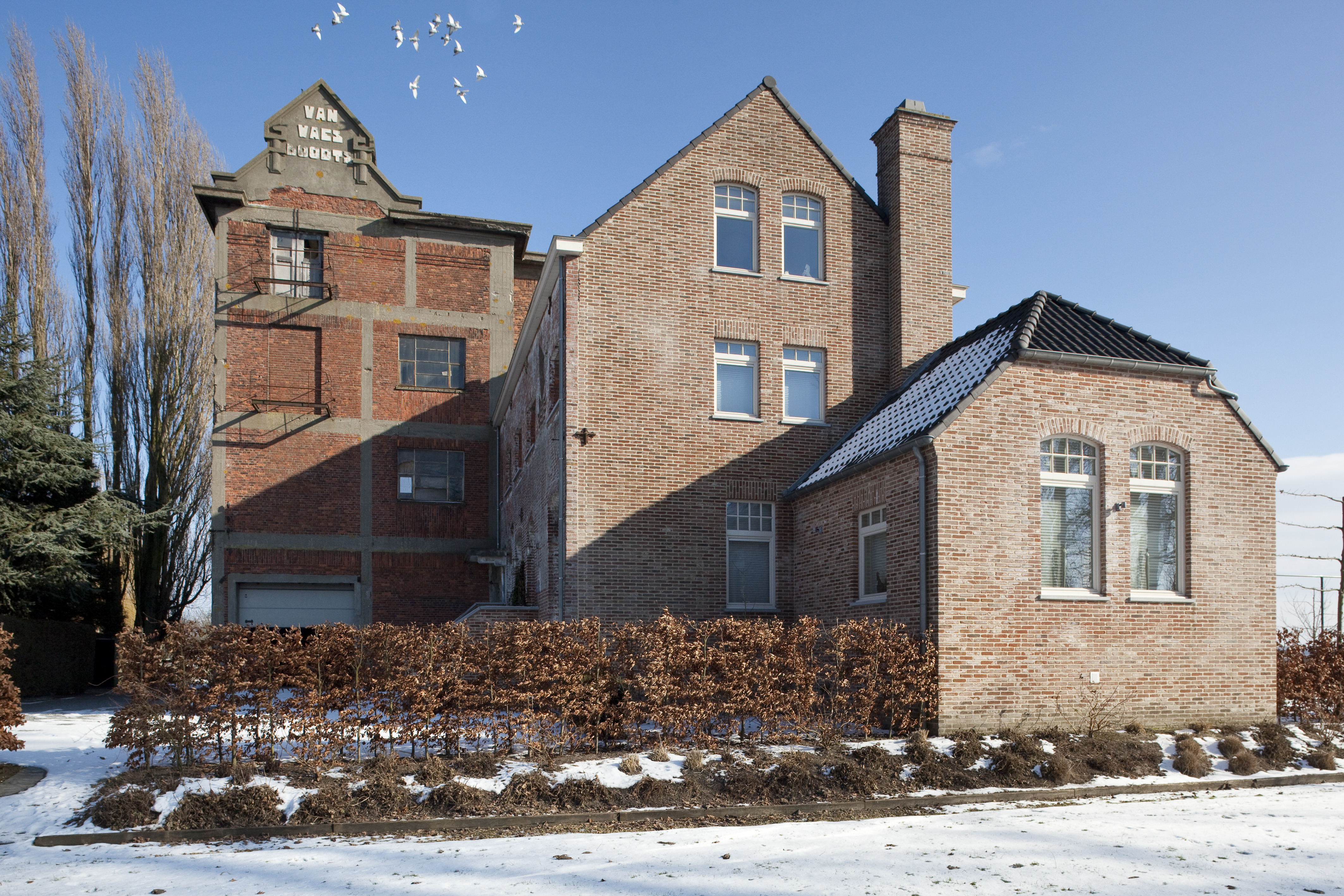
Brouwerij en appartementencomplex anno 2010
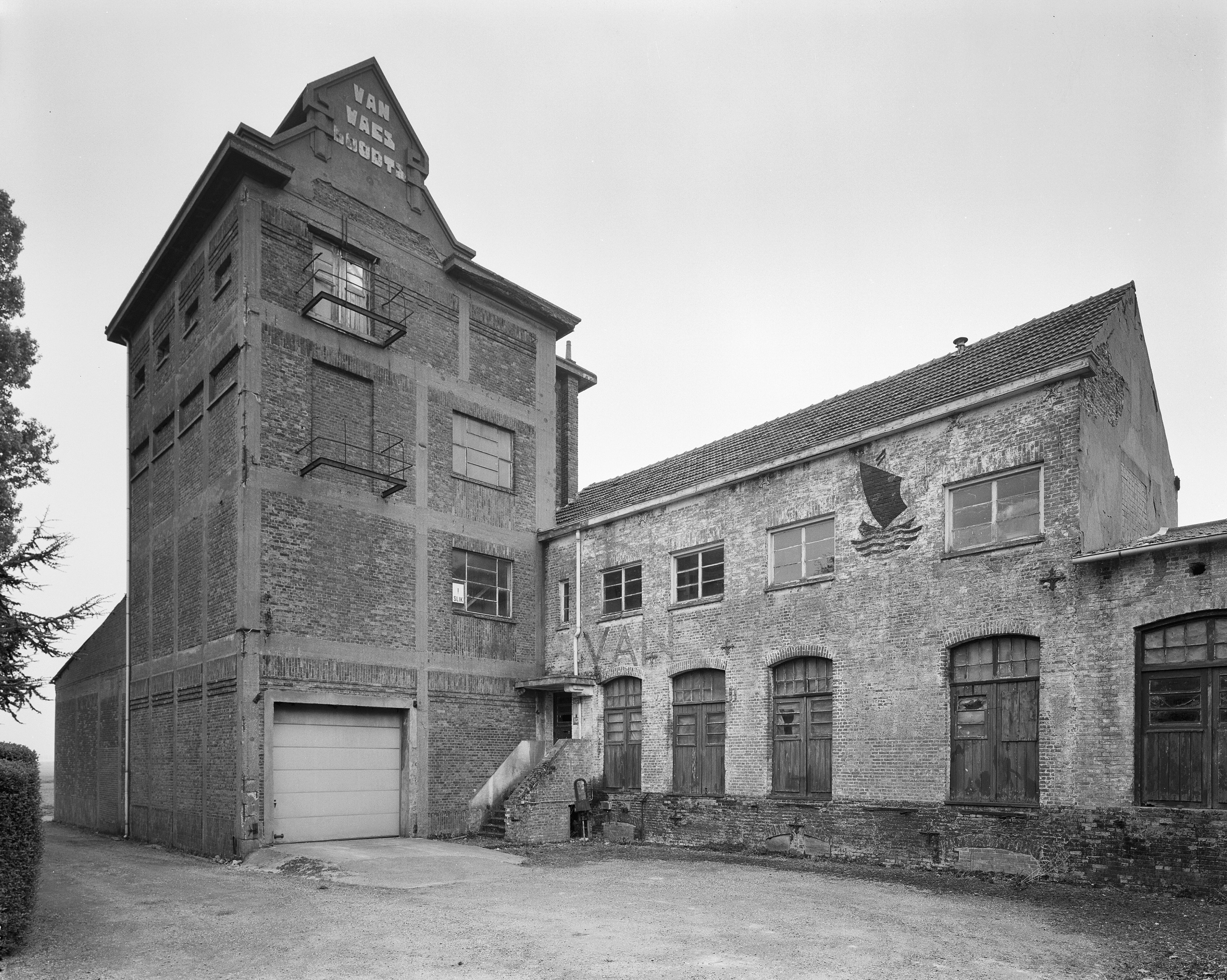
Brouwerij en vervallen bijgebouwen voor de renovatie in 2003
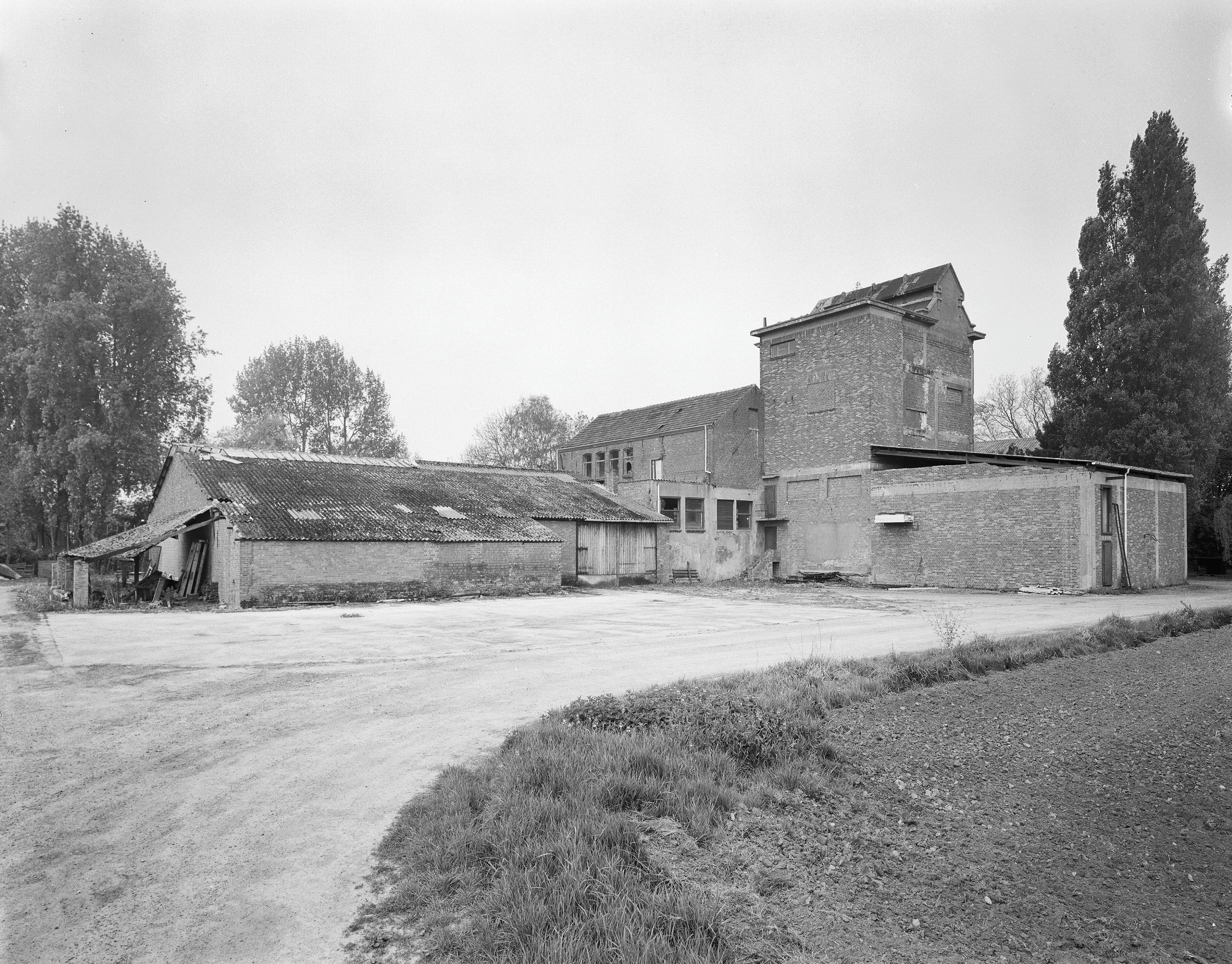
Achterkant oude brouwerij